# Lijst van rijksmonumenten in Stadskanaal (gemeente)

De gemeente Stadskanaal

De gemeente Stadskanaal telt 72 inschrijvingen in het rijksmonumentenregister, hieronder een overzicht. 

## Alteveer
De plaats Alteveer telt 1 inschrijving in het rijksmonumentenregister.
| Object     | Oorspronkelijke functie? | Bouwjaar      | Architect | Locatie       | Coördinaten?               | Nr.?   | Afbeelding |
| ---------- | ------------------------ | ------------- | --------- | ------------- | -------------------------- | ------ | ---------- |
| Houdt-Moed | Boerderij                | waarsch. 1937 |           | Barkelazwet 6 | 53° 3' 52" NB, 7° 0' 9" OL | 516257 | Houdt-Moed |

## Höfte
De plaats Höfte telt 1 inschrijvingen in het rijksmonumentenregister.
| Object                                                                                          | Oorspronkelijke functie? | Bouwjaar                                                                  | Architect | Locatie              | Coördinaten?                | Nr.?  | Afbeelding                                                                                      |
| ----------------------------------------------------------------------------------------------- | ------------------------ | ------------------------------------------------------------------------- | --------- | -------------------- | --------------------------- | ----- | ----------------------------------------------------------------------------------------------- |
| Boerderij van het Westerwoldster type met lang voorhuis en ingang in de voorgevel van de schuur | Boerderij                | mog. laat-17e-eeuws (voorhuis) ca. 1800 (uitbr.) 20e eeuw (uitbr. schuur) |           | Wessinghuizerweg 11a | 53° 2' 56" NB, 7° 3' 34" OL | 34177 | Boerderij van het Westerwoldster type met lang voorhuis en ingang in de voorgevel van de schuur |

## Musselkanaal
De plaats Musselkanaal telt 6 inschrijvingen in het rijksmonumentenregister.
| Object                                                                    | Oorspronkelijke functie? | Bouwjaar                                       | Architect        | Locatie               | Coördinaten?                  | Nr.?   | Afbeelding                                                                |
| ------------------------------------------------------------------------- | ------------------------ | ---------------------------------------------- | ---------------- | --------------------- | ----------------------------- | ------ | ------------------------------------------------------------------------- |
| Vierde Verlaat (Sapsverlaat)                                              | Waterkering en -doorlaat | 1841 (kleine kolk) 1910 (grote kolk)           |                  | bij Schoolstraat 104a | 52° 57' 37" NB, 6° 58' 44" OL | 516247 | Meer afbeeldingen                                                         |
| Vijfde Verlaat (Stenen Verlaat)                                           | Waterkering en -doorlaat | 1851 (kleine kolk) 1917 (grote kolk)           |                  | bij Sluisstraat 149   | 52° 56' 14" NB, 7° 0' 20" OL  | 516248 | Meer afbeeldingen                                                         |
| Vijfde Verlaat, sluiswachterswoning                                       | Waterkering en -doorlaat | ca. 1864 1952 (verb.) 1960 (verb.)             |                  | Sluisstraat 149       | 52° 56' 14" NB, 7° 0' 20" OL  | 516252 | Meer afbeeldingen                                                         |
| Lagere school met erfafscheiding                                          | Onderwijs en wetenschap  | 1850-1900 ca. 1932 (verb.) 1950-1959 (aanbouw) |                  | Marktstraat 43        | 52° 55' 58" NB, 7° 0' 40" OL  | 516256 | Lagere school met erfafscheiding                                          |
| Winkelwoning in ambachtelijk-traditionele stijl met eclectische elementen | Werk-woonhuis            | ca. 1890 1978 (verb.)                          |                  | Schoolstraat 107      | 52° 57' 35" NB, 6° 58' 46" OL | 516267 | Winkelwoning in ambachtelijk-traditionele stijl met eclectische elementen |
| Voorm. zaalkerk van de Nederlandse Protestanten Bond                      | Kerk en kerkonderdeel    | 1925                                           | A.H. Kleinenberg | Kerkstraat 9          | 52° 56' 2" NB, 7° 0' 43" OL   | 516268 | Zaalkerk Voorm. zaalkerk van de Nederlandse Protestanten Bond             |

## Onstwedde
De plaats Onstwedde telt 9 inschrijvingen in het rijksmonumentenregister. Zie de Lijst van rijksmonumenten in Onstwedde voor een overzicht.

## Smeerling
De plaats Smeerling telt 5 inschrijvingen in het rijksmonumentenregister.
| Object | Oorspronkelijke functie? | Bouwjaar                                        | Architect | Locatie      | Coördinaten?                | Nr.?  | Afbeelding                                                                                                  |
| --- | ------------------------ | ----------------------------------------------- | --------- | ------------ | --------------------------- | ----- | --- |
| Boerderij van het Westerwoldse type                                                                         | Boerderij                | 19e eeuw                                        |           | Smeerling 13 | 53° 1' 29" NB, 7° 4' 50" OL | 34170 | Meer afbeeldingen                                                                                           |
| Boerderij van het Westerwoldse type met ingang aan de zijkant van de schuur                                 | Boerderij                | 1742 (voorhuis) 1867 (schuur) 1930-1939 (rest.) |           | Smeerling 15 | 53° 1' 28" NB, 7° 4' 51" OL | 34171 | Meer afbeeldingen                                                                                           |
| Boerderij van het Westerwoldse type (behoudens uitbouw voorhuis)                                            | Boerderij                | 19e eeuw                                        |           | Smeerling 16 | 53° 1' 30" NB, 7° 4' 50" OL | 34172 | Meer afbeeldingen                                                                                           |
| Boerderij van het Westerwoldse type met zadeldak van het voorhuis in het verlengde van de nok van de schuur | Boerderij                | 186x                                            |           | Smeerling 18 | 53° 1' 29" NB, 7° 4' 55" OL | 34173 | Boerderij van het Westerwoldse type met zadeldak van het voorhuis in het verlengde van de nok van de schuur |
| Boerderij van het Westerwoldse type met lage zoldervensters in voorhuis en schuur                           | Boerderij                | 19e eeuw                                        |           | Smeerling 20 | 53° 1' 25" NB, 7° 4' 59" OL | 34174 | Meer afbeeldingen                                                                                           |

## Stadskanaal
De plaats Stadskanaal telt 43 inschrijvingen in het rijksmonumentenregister. Zie de Lijst van rijksmonumenten in Stadskanaal (plaats) voor een overzicht.

## Ter Maarsch
De plaats Ter Maarsch telt 1 inschrijving in het rijksmonumentenregister.
| Object                                                         | Oorspronkelijke functie? | Bouwjaar | Architect | Locatie     | Coördinaten?                 | Nr.?  | Afbeelding                                                     |
| -------------------------------------------------------------- | ------------------------ | -------- | --------- | ----------- | ---------------------------- | ----- | -------------------------------------------------------------- |
| Grote boerderij van het Oldambster type met zaadzoldervensters | Boerderij                | 1817     |           | Ter Maars 4 | 53° 0' 23" NB, 6° 59' 54" OL | 34166 | Grote boerderij van het Oldambster type met zaadzoldervensters |

## Ter Wupping
De plaats Ter Wupping telt 1 inschrijving in het rijksmonumentenregister.
| Object                                                                            | Oorspronkelijke functie? | Bouwjaar | Architect | Locatie             | Coördinaten?                | Nr.?  | Afbeelding  |
| --------------------------------------------------------------------------------- | ------------------------ | -------- | --------- | ------------------- | --------------------------- | ----- | ----------- |
| Boerderij van het Westerwoldse type met ingang in schuurdeel met houten voorschot | Boerderij                |          |           | Ter Wuppingerweg 19 | 53° 2' 18" NB, 7° 4' 44" OL | 34176 | Upload foto |

## Veenhuizen
De plaats Veenhuizen telt 2 inschrijvingen in het rijksmonumentenregister.
| Object                                                                                   | Oorspronkelijke functie? | Bouwjaar                                       | Architect | Locatie       | Coördinaten?                | Nr.?   | Afbeelding                                                             |
| ---------------------------------------------------------------------------------------- | ------------------------ | ---------------------------------------------- | --------- | ------------- | --------------------------- | ------ | ---------------------------------------------------------------------- |
| Grote boerderij van het Westerwoldse type met ingang in de zijgevel tegen de schuurgevel | Boerderij                | 19e eeuw                                       |           | Veenhuizen 12 | 53° 1' 6" NB, 7° 0' 53" OL  | 34175  | Meer afbeeldingen                                                      |
| Boerderij van het Westerwoldse type in ambachtelijk-traditionele stijl                   | Boerderij                | 1878 1938 (uitbr. schuur) 1973 (varkensschuur) |           | Veenhuizen 19 | 53° 0' 53" NB, 7° 0' 58" OL | 516272 | Boerderij van het Westerwoldse type in ambachtelijk-traditionele stijl |

## Vledderveen
De plaats Vledderveen telt 1 inschrijving in het rijksmonumentenregister.
| Object                               | Oorspronkelijke functie? | Bouwjaar                | Architect | Locatie           | Coördinaten?                 | Nr.?   | Afbeelding                          |
| ------------------------------------ | ------------------------ | ----------------------- | --------- | ----------------- | ---------------------------- | ------ | ----------------------------------- |
| Hervormde Evangelisatiekerk (Jeruël) | Kerk en kerkonderdeel    | 1914 1925 (toegangshek) | F. Boiten | Waterschapsweg 32 | 52° 58' 48" NB, 7° 0' 29" OL | 516269 | Hervormde Evangelisatiekerk(Jeruël) |

## Wessinghuizen
De plaats Wessinghuizen telt 1 inschrijving in het rijksmonumentenregister.
| Object                                                                  | Oorspronkelijke functie? | Bouwjaar | Architect | Locatie             | Coördinaten?                | Nr.?  | Afbeelding        |
| ----------------------------------------------------------------------- | ------------------------ | -------- | --------- | ------------------- | --------------------------- | ----- | ----------------- |
| Grote boerderij van het Westerwoldse type met gemetselde schuurtopgevel | Boerderij                |          |           | Wessinghuizerweg 15 | 53° 3' 10" NB, 7° 4' 19" OL | 34178 | Meer afbeeldingen |

Eemsdelta ·
Groningen ·
Het Hogeland ·
Midden-Groningen ·
Oldambt ·
Pekela ·
Stadskanaal ·
Veendam ·
Westerkwartier ·
Westerwolde